# Dassault Étendard II
L'Étendard II est un prototype d'avion d'attaque au sol français fabriqué par Dassault dans les années 1950. Basé sur la formule du Mystère XX (qui allait plus tard aboutir au Super Mystère), ce projet fut abandonné en 1956 à cause de ses performances décevantes.

## Conception
Fin 1953, l'Armée de l'air émet une demande pour un biréacteur léger d’appui tactique, capable d'opérer près de la ligne de front et à basse altitude, avec des capacités secondaires en combat aérien. La Marine nationale recherche un avion similaire pour équiper ses porte-avions. La société Dassault lance alors un projet désigné Mystère XXII reprenant le fuselage du Mirage I mais avec les ailes en flèche du Super Mystère B2, équipées de dispositifs hypersustentateurs améliorés pour permettre l'utilisation de pistes courtes.
Deux prototypes sont commandés en novembre 1954. Le premier d'entre eux fait son vol inaugural le 23 juillet 1956. Il est propulsé par deux réacteurs Turbomeca Gabizo et prévu pour être armé de 2 canons de 30 mm ainsi que de roquettes en soute. Le projet est rebaptisé Étendard II peu avant ce premier vol.
Du fait de la faible puissance des moteurs, les performances du prototype sont décevantes et inférieures aux exigences de l'Armée de l'air : l'avion est incapable de dépasser le mur du son (même en piqué) et met 2 fois plus de temps que prévu pour atteindre 10 000 mètres d'altitude. Le programme est donc abandonné fin 1956. Le second prototype ne volera jamais, et le troisième exemplaire envisagé pour la Marine nationale ne sera même pas construit.

### Développement lié
- Étendard IV
- Étendard VI
- Super Étendard